# وین مانور

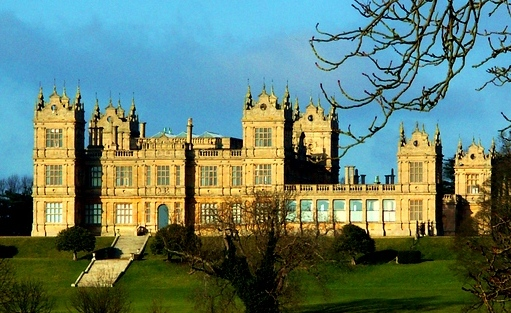
وین مانور

عمارت یک عمارت خیالی است که در کتاب های کمیک آمریکایی منتشر شده توسط DC Comics ظاهر می شود. این محل اقامت شخصی بروس وین(بتمن) است.
این اقامتگاه به عنوان یک عمارت بزرگ در حومه شهر گاتهام به تصویر کشیده شده است و توسط پیشخدمت خانواده وین، آلفرد پنی ورث نگهداری می شود. تداوم عطف به ماسبق نشان داد که این خانه برای چندین نسل به خانواده وین تعلق داشته است. این عمارت در کنار خدمت به عنوان یک اقامتگاه شخصی، بالای بت غار قرار دارد که بتمن از آن به عنوان مقر مخفی خود استفاده می کند. اکثریت قریب به اتفاق مراجع DC Comics، وین منور را در خارج از شهر گاتهام در ایالت نیوجرسی قرار می دهند.

عمارت علیرغم تطابق با معماری گوتیک موجود در گاتهام، به عنوان پایگاه خانه و نمایانگر زندگی ثروتمند قدیمی بروس عمل می کند. برای فیلم‌های لایو اکشن، لوکیشن‌های خانه روستایی انگلیسی در ناتینگهم‌شایر ، هرتفوردشایر ، و باکینگهام‌شر ، و همچنین استیونسون تیلور هال در نیویورک، برای به تصویر کشیدن وین مانور استفاده شده‌اند.
1. ↑  Amazing World of DC Comics #14, March 1974. DC Comics.
2. ↑  World's Finest Comics #259, October–November 1979. DC Comics.
3. ↑  Detective Comics #503 June 1983. DC Comics.
4. ↑  Atlas of the DC Universe, 1990. DC Comics.